# Wang Liping (athlétisme)
Pour les articles homonymes, voir Liping (homonymie).
Dans ce nom chinois, le nom de famille, Wang, précède le nom personnel.
Wang Liping (chinois simplifié : 王丽萍 ; chinois traditionnel : 王麗萍 ; pinyin : Wáng Lìpíng, née le 8 juillet 1976 à Fengcheng, dans la province du Liaoning, est une athlète chinoise spécialiste de la marche athlétique.
Le 28 septembre 2000, elle remporte les 20 kilomètres marche des Jeux olympiques de Sydney avec le temps de 1 h 29 min s 05, devançant la Norvégienne Kjersti Plätzer et l'Espagnole María Vasco.
Son record personnel sur 20 km est de 1 h 26 min 23 s, établi le 19 novembre 2001 à Guangzhou.

## Palmarès
| Date | Compétition     | Lieu   | Résultat | Discipline   | Performance     |
| ---- | --------------- | ------ | -------- | ------------ | --------------- |
| 2000 | Jeux olympiques | Sydney | 1re      | 20 km marche | 1 h 29 min s 05 |